# Percival Mew Gull
Die Percival Mew Gull des britischen Flugzeugherstellers Percival Aircraft Co. war ein einsitziges Rennflugzeug. Der Erstflug des als Tiefdecker ausgelegten Flugzeuges fand im März 1934 mit einem Napier-Javelin-Ia-Triebwerk statt, das 123 kW leistete. Bereits im Juli des gleichen Jahres, als das Flugzeug am King’s Cup Race teilnahm, ersetzte man das Triebwerk durch einen de-Havilland-Gipsy-Six, der 149 kW leistete. Dieses Flugzeug, das 307 km/h erreichte, erhielt die Bezeichnung Type E.1.
Es erfolgten weitere Umkonstruktionen, die zum Type E.2 führten, von dem vier Exemplare gebaut wurden. Diese Maschinen erzielten eine Reihe von Renn- und Langstreckenrekorden. Mit dem dritten Exemplar flog Alex Henshaw in 4 Tagen 10 Stunden und 16 Minuten von England zum Kap der Guten Hoffnung und zurück. Diese Maschine ist erhalten geblieben und wurde 1984 wieder in einen flugfähigen Zustand versetzt.

## Technische Daten
| Kenngröße             | Daten (E.2H)                                | Daten (E.3H)                                       |
| --------------------- | ------------------------------------------- | -------------------------------------------------- |
| Besatzung             | 1                                           | 1                                                  |
| Spannweite            | 7,5 m                                       | 6,9 m                                              |
| Länge                 | 6,2 m                                       | 6,2 m                                              |
| Flügelfläche          | 8,2 m²                                      | 7 m²                                               |
| Flügelstreckung       | 6,9                                         | 6,8                                                |
| Leermasse             | 520 kg                                      | 520 kg                                             |
| Zuladung              | 450 kg                                      | k. A.                                              |
| Startmasse            | 970 kg                                      | 840 kg                                             |
| Flächenbelastung      | 120 kg/m²                                   | k. A.                                              |
| Leistungsbelastung    | 4,8 kg/PS                                   | k. A.                                              |
| Flächenleistung       | 24,7 PS/m²                                  | k. A.                                              |
| Antrieb               | ein luftgekühlter Sechszylinder-Reihenmotor | ein luftgekühlter Sechszylinder-Reihenmotor        |
| Typ                   | de Havilland Gipsy Six I                    | de Havilland Gipsy Six II mit Verstellluftschraube |
| Leistung              | 200 PS (ca. 150 kW) Nennleistung            | 200 PS (ca. 150 kW) Nennleistung                   |
| Kraftstoffvolumen     | 220 l in Flügelwurzeltanks                  | 220 l in Flügelwurzeltanks                         |
| Höchstgeschwindigkeit | 378 km/h                                    | 394 km/h                                           |
| Reisegeschwindigkeit  | 352 km/h                                    | 370 km/h in 2100 m Höhe                            |
| Landegeschwindigkeit  | 97 km/h                                     | 96 km/h                                            |
| Steiggeschwindigkeit  | 8,6 m/s in Bodennähe                        | 9,2 m/s in Bodennähe                               |
| Dienstgipfelhöhe      | 6400 m                                      | k. A.                                              |
| Reichweite            | 1380 km                                     | 1450 km                                            |